# Kai Friedrich Schade
Kai Friedrich Schade (* 19. Juni 1940 in Heide (Holstein); † 14. November 2013 in Schwalbach am Taunus) war ein deutscher Journalist und Publizist.

## Leben
Schade studierte in Frankfurt am Main, Heidelberg, Ljubljana (Slowenien) und Palermo (Italien) und erwarb 1966 ein Diplom in Sozialwissenschaften, Ökonomie und Soziologie. Nach einer journalistischen Ausbildung bis 1968 standen entwicklungspolitische Themen im Mittelpunkt seines beruflichen Lebens.
Als Mitarbeiter des Bundesministeriums für wirtschaftliche Zusammenarbeit und Entwicklung (BMZ) zwischen 1968 und 1970 förderte er die entwicklungspolitische Bildung in Schule und Gesellschaft und Wissenschaft, war Initiator der BMZ-Reihe Schule und Dritte Welt und Mitbegründer der Arbeitsgemeinschaft für Friedens- und Konfliktforschung (AFK) und Vorsitzender der Arbeitsgruppe Dritte Welt mit einer Reihe von Initiativen zur Institutionalisierung der Friedensforschung.
Schade war von 1970 bis 2004 Mitgründer und Leiter der Zeitschrift epd-Entwicklungspolitik des Evangelischen Pressedienstes (epd) und bis zu seinem Ruhestand Chefredakteur der Nachfolgepublikation Zeitschrift Entwicklungspolitik. Für die Zeitschrift Entwicklungspolitik gelang es ihm, einen breiteren, mitteleuropäischen Herausgeberkreis zu schaffen, der ab 2004 die verlegerische Verantwortung übernahm. Daraus entstand mit der dann integrierten Quartalsschrift der überblick die Publikation Welt-Sichten.
Schade verfasste zahlreiche Beiträge in Büchern, Zeitschriften, Presse und Rundfunk. Er etablierte die Karikatur aus der südlichen Hemisphäre in der Dritte-Welt-Publizistik und initiierte internationale Karikaturpreise und Ausstellungen mit Cartoons aus Indien, Südamerika und der Türkei. Er gehört zu den Gründern des Dritte-Welt-Journalisten-Netzes (DWJN) und setzte sich in zahlreichen Beiträgen für eine qualifizierte Berichterstattung zu Nord-Süd-Fragen ein.
Nebenberuflich war er u. a. 1987 bis 1999 mit einem Lehr- und Prüfungsauftrag an der Johann Wolfgang Goethe-Universität in Frankfurt/Main im Rahmen des Aufbaustudiums „Pädagogik: 3. Welt“ tätig. Zu Schades pädagogischen Initiativen zählen u. a. die Gründung des pädagogischen Vereins Solidarisch leben lernen (SOLILE) (Frankfurt/Main) und der Hessischen Arbeitsgemeinschaft für entwicklungspolitische Bildung in Schulen (HABS), die später zur Gründung der Schulstelle Dritte Welt im Hessischen Kultusministerium führte.
Schade wurde mehrfach mit dem Medienpreis Entwicklungspolitik ausgezeichnet. 2008 verlieh ihm die Universität Leipzig die Ehrenpromotion.
Seit 1963 war Schade mit Susanne Rauscher-Schade verheiratet. Aus der Ehe gingen drei Kinder hervor.

## Veröffentlichungen  (Auswahl)
- Entwicklung von unten Eine neue Strategie der Entwicklungspolitik, In: sudeten-europäer, Stierstadt 1965, Heft 35.
- Integration von Landwirtschaft und Industrie im Verbundprojekt, In: Landwirt im Ausland, Frankfurt/M. 1968, Heft 2.
- Entwicklungspolitik und Frieden, In: Der Sozialdemokrat, Frankfurt/M. 1969, Ausgabe 9.
- Regional integrierte Entwicklungspolitik, In: Informationen, Institut für Raumordnung, Bonn 1969, Heft 3.
- Entwicklungspolitische Bewusstseinsbildung in der Schule Basis progressiver Entwicklungspolitik der nächsten Dekade, In: Entwicklung und Zusammenarbeit, Bonn 1970, Heft 1.
- Entwicklungspolitische Bewusstseinsbildung in der Schule, In: Schule und Dritte Welt, Schriftenreihe des BMZ, Bonn 1970.
- Friedensforschung und Dritte Welt, In: (BMZ) Entwicklungspolitik Echo des Rundfunks Nr. 2/71.
- Dritte Welt in Schulbüchern, In: Evangelische Kommentare, Stuttgart 1971, Heft 2.
- Gutachten zur Einrichtung eines Pädagogischen Institutes Entwicklung und Frieden, In: epd-Dokumentation 39/71, Frankfurt/M.
- Wen macht Marktwirtschaft frei? Die Vierte Welthandelskonferenz in Nairobi, In: Evangelische Kommentare, Stuttgart 1976, Heft 7.
- Die Alternativen der Stunde Null  Die WIPOG hinterfragte bereits in den 50er Jahren die Agrar- und Umweltpolitik, In: Das Allgemeine Deutsche Sonntagsblatt, vom 25. September 1983
- Die Dritte Welt in den Medien, In: Evangelische Kommentare, Stuttgart 1984, Heft 6.
- (Hrsg.): Kommunen in der Einen Welt, Frankfurt/M. 1998.
- Bessere Bilder zur Nord-Süd-Thematik Strukturelle Erfahrungen, Erfolge und Engpässe der Arbeit der Redaktion epd-Entwicklungspolitik 1970 1990, In: Bessere Bilder von der Dritten Welt, Loccumer Protokolle 9/90, Rehberg-Loccum.
- Stimme der Stummen, Vorschläge für das Bemühen um bessere Bilder von der Dritten Welt, In: medium – Zeitschrift für Hörfunk, Fernsehen, Film, Presse, Frankfurt/M., Heft 1/91.
- (Hrsg.): Frankfurt mein Wirtschaft dein Dritte Welt lass ferne sein. Eine Expedition zu Global denken lokal handeln, Frankfurt/M. 1992.
- mit Erhard Meueler: Geschichte entwicklungspädagogischer Absichten, In: epd-Entwicklungspolitik, Materialien IV/97, Frankfurt/M.
- mit  Schmidt, Eckhard und DWJN (Hrsg.): Erleuchtend oder ausgebrannt? Journalismus zu Nord-Süd in Bilanz und Perspektive, Frankfurt/M. 2001.
- Ökumenische Verantwortung zum Dialog über Nord-Süd und zwischen den Welten, In: EED (Hrsg.): Von Bildern und Botschaften, Bonn 2002
- Der Karikatur eine Chance, In: epd-Entwicklungspolitik, Frankfurt/M., Heft 20/2003.
- Soviel Anfang wie nie Das Ceterum Censeo des Appells zum Ausbau entwicklungspolitischer Publizistik, In: Zeitschrift Entwicklungspolitik, Frankfurt/M., Heft 23/24/2004.
- Indian Cartoons and Emancipative Journalism on North-South-Issues in West and East, In: Voll, Klaus, Rising India Europe`s Partner?, Berlin/New Delhi 2006, S. 853–856.
- Genre mit emanzipativer Kraft, In: Karoline Schade (Hrsg.): Indien im Blick Karikaturen aus Indien, India at a Glance Cartoons from India, Katalog zur Ausstellung, Frankfurt/M. 2006, S. 52–54.
- Öffentlicher Diskurs zu Entwicklungspolitik ein Wagnis zwischen bürgergesellschaftlichem Anspruch und interessengeleitetem Zugriff von Nichtregierungsorganisationen, In: Leipziger Universitätsreden Neue Folge Heft 107, Leipzig 2008.

## Auszeichnungen
- 1976 Journalistenpreis Entwicklungspolitik (1. Preis)
- 1991 Sonderpreis des Journalistenpreises Entwicklungspolitik
- 2000 Sonderpreis des Medienpreises Entwicklungspolitik
- 2004 Sonderpreis des Medienpreises Entwicklungspolitik für K. Friedrich Schades Lebenswerk
- 2008 Ehrenpromotion in Leipzig

## Nachrufe (Auswahl)
- Wolfgang Gern: Gedenkworte zu Kai Friedrich Schade. Vom 22. November 2013
- Urs A. Jaeggi: Verfechter des herrschaftsfreien Diskurses. Zum Tode von Dr. h.c. Kai Friedrich Schade.  In: Welt-sichten. 12/2013,
- Konrad Melchers: Ein Leben für die entwicklungspolitische Publizistik. Zum Tod von Kai Friedrich Schade. In: Weltwirtschaft und Entwicklung. 11/12, 2013

## Belege
1. ↑  Mitbegründer der Arbeitsgemeinschaft für Friedens- und Konfliktforschung (AFK) und Vorsitzender der Arbeitsgruppe Dritte Welt mit einer Reihe von Initiativen zur Institutionalisierung der Friedensforschung
2. ↑  Die letzte Ausgabe von eins Entwicklungspolitik erschien zugleich als Nullnummer der neuen Zeitschrift welt-sichten. Dieses Monatsmagazin hat im Januar 2008 die Nachfolge der beiden Publikationen eins Entwicklungspolitik und der überblick angetreten. Hier ist daher nur noch das Archiv von eins Entwicklungspolitik zu finden
3. ↑  Sonderpreis Kai Friedrich Schade für seine jahrzehntelange entwicklungspolitische Berichterstattung
4. ↑  Ehrenpromotion (PDF-Datei)

| Personendaten    | Personendaten                      |
| ---------------- | ---------------------------------- |
| NAME             | Schade, Kai Friedrich              |
| KURZBESCHREIBUNG | deutscher Journalist und Publizist |
| GEBURTSDATUM     | 19. Juni 1940                      |
| GEBURTSORT       | Heide (Holstein)                   |
| STERBEDATUM      | 14. November 2013                  |
| STERBEORT        | Schwalbach am Taunus               |